# Tatars de Crimée
Cet article concerne le peuple tatar de Crimée. Pour la langue tatare de Crimée, voir Tatar de Crimée.
Les Tatars de Crimée sont constitués de peuples turcs et de descendants de Mongols installés au XIIIe siècle dans la péninsule de Crimée. D'abord intégrés à la Horde d'Or, entre les XVe et XVIIIe siècles ils ont constitué le khanat de Crimée gouverné par un descendant de Gengis Khan, qui soumit puis incorpora la Horde d'Or (1502). Mais dès 1475 il était devenu un protectorat de l'empire ottoman, puis fut finalement défait par Potemkine et incorporé à l'Empire russe en 1792.
D'autres Tatars vivent dans des régions de Russie et dans les républiques de l'ancienne URSS, ainsi qu'en Finlande, Pologne, Roumanie, aux Balkans et en Turquie.
Victimes en 1944 d'une déportation massive ordonnée par Staline, et quoique beaucoup aient pu y revenir à partir de 1989, les Tatars ne représentent actuellement qu'environ 10 % des environ 2 400 000 habitants de l'actuelle république de Crimée, conséquence de cette « politique ethnocidaire » qu'ils ont subie.

## Ethnogenèse
Les Tatars de Crimée sont issus de différents peuples cavaliers de la steppe, dont le plus important en nombre est celui des Coumans (que les Russes appellent Polovtses), venus d'Asie centrale vers la Volga aux XIe et XIIe siècles. Ils progressèrent ensuite vers la mer d'Azov et la mer Noire. Installés dans les montagnes de l'actuelle Crimée lors des incursions mongoles, initialement tengristes, les Tatars de Crimée embrassent l'islam sunnite au moment de la formation du khanat de Crimée à partir de 1441 et qui dura jusqu'en 1783. Bénéficiant d'apports turcs ottomans d'Asie Mineure, les Tatars vécurent, en maîtres du pays, parmi les autres peuples de Crimée descendants du mélange de populations disparues en tant que telles : Scythes, Sarmates, Grecs antiques, Goths, Grecs pontiques, Alains, Khazars, Slaves (principauté de Tmoutarakan), Arméniens, Circassiens. Ces peuples se mélangèrent durant l'Empire romain et plus tard l'Empire byzantin, ainsi que durant la colonisation génoise avant d'être en partie assimilés par les Tatars.

## Histoire

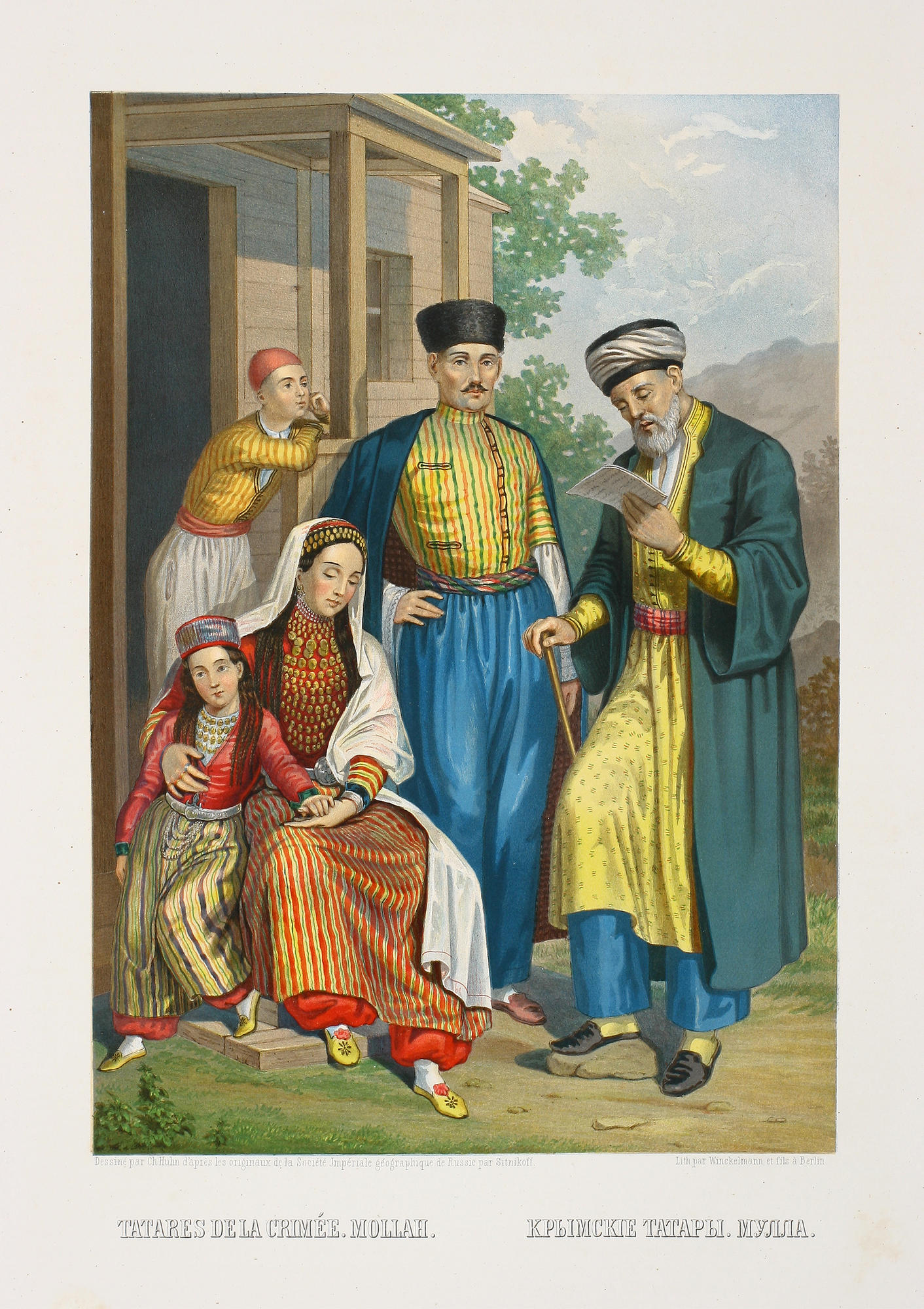
Tatars de Crimée au XIX.

Les Tatars de Crimée étaient craints et haïs pour leurs raids dévastateurs en Ukraine, Russie, Moldavie, Valachie, Transylvanie et Hongrie (où le dernier raid tatar eut lieu en 1717). Ces raids se déroulèrent régulièrement du milieu du XIIIe siècle au milieu du XVIIIe siècle. En 1571, les Tatars de Crimée prirent et brûlèrent Moscou. Ils pratiquèrent jusqu'au XVIIIe siècle le commerce d'esclaves capturés en Europe orientale et dans le Caucase avec l'Empire ottoman et le Proche-Orient. Le port de Caffa (Kefe) était un de leurs principaux marchés aux esclaves. Les anciennes affirmations faisant état de plus de trois millions de personnes, principalement des Ukrainiens, Russes, Biélorusses et Polonais, capturées et asservies à la suite des incursions des Tatars de Crimée, sont exagérées. À l'inverse, celles de l'historien polonais Andrzej Dziubiński, estimant qu'au XVIe siècle le nombre de Slaves vendus par les Tatars aux Ottomans atteignait en moyenne autour d'un millier par an, sont minorées. L'historien anglais Alan Fischer estime quant à lui qu'entre 1475 et la fin du XVIIe siècle plus d'un million d'esclaves furent pris en Pologne-Lituanie, essentiellement dans ce qui est aujourd'hui l'Ukraine, et vendus en Crimée. À ces ventes effectives sur les marchés s'ajoutent les massacres commis pour les captures, et les morts au cours du transport.
Outre le pillage et le commerce d'esclaves, les Tatars de Crimée avaient comme ressource l'élevage (notamment de chevaux, surtout pratiqué par les Roms dits Tataritika Roma qui leur servaient aussi d'éclaireurs, de charrons et de goujats), l'agriculture (fréquemment pratiquée par des esclaves slaves ou moldaves) et le commerce (en particulier la vente de chevaux très réputés, de fruits secs et de fourrures, notamment vers l'Empire ottoman, leur principal débouché).
Les Tatars de Crimée furent en guerre quasi permanente contre les puissances chrétiennes voisines, notamment la Russie et la Pologne-Lituanie, qui armèrent contre eux des troupes irrégulières d'hommes libres vivant dans le pays : les Cosaques. Ceux-ci adoptèrent le même style de vie et se livrèrent aussi au pillage. Les Cosaques pillèrent non seulement les Tatars, mais parfois aussi les chrétiens catholiques d'obédience polonaise ou les juifs. Ils vécurent dans ce que la Russie appela l’« Ukraine », littéralement sa « marche-frontière », peuplée de « Ruthènes » ou « Petits-Russiens » (comme on appelait alors les Ukrainiens).

### Empire russe
En 1792, l'Empire ottoman perdit une guerre de cinq ans contre l'Empire russe et dut lui céder la Crimée : les Tatars de Crimée se trouvèrent dès lors soumis à leurs anciennes victimes. Ils durent rendre les armes, libérer tous les esclaves chrétiens, céder leurs Roms aux monastères et seigneurs russes, et un grand nombre d'entre eux s'enfuirent dans l'Empire ottoman, notamment en Dobrogée, en Bulgarie, en Anatolie et dans le Caucase. Au cours des décennies suivantes, ils devinrent minoritaires en Crimée, car l'Empire russe y installa un grand nombre d'agriculteurs russes, ukrainiens et allemands.
La guerre de Crimée de 1853 et les lois de 1860-1863 et 1874 provoquèrent un nouvel exode des Tatars de Crimée vers des territoires ottomans — aujourd'hui la Bulgarie, la Roumanie et la Turquie. Ceux de la côte sud étaient réputés pour leurs connaissances en jardinage, leur honnêteté et leurs habitudes laborieuses. Les Tatars de montagne ressemblent beaucoup à ceux du Caucase, alors que ceux de la steppe (les Nogaïs) sont certainement d'origine mélangée entre des Turcs et des Mongols.

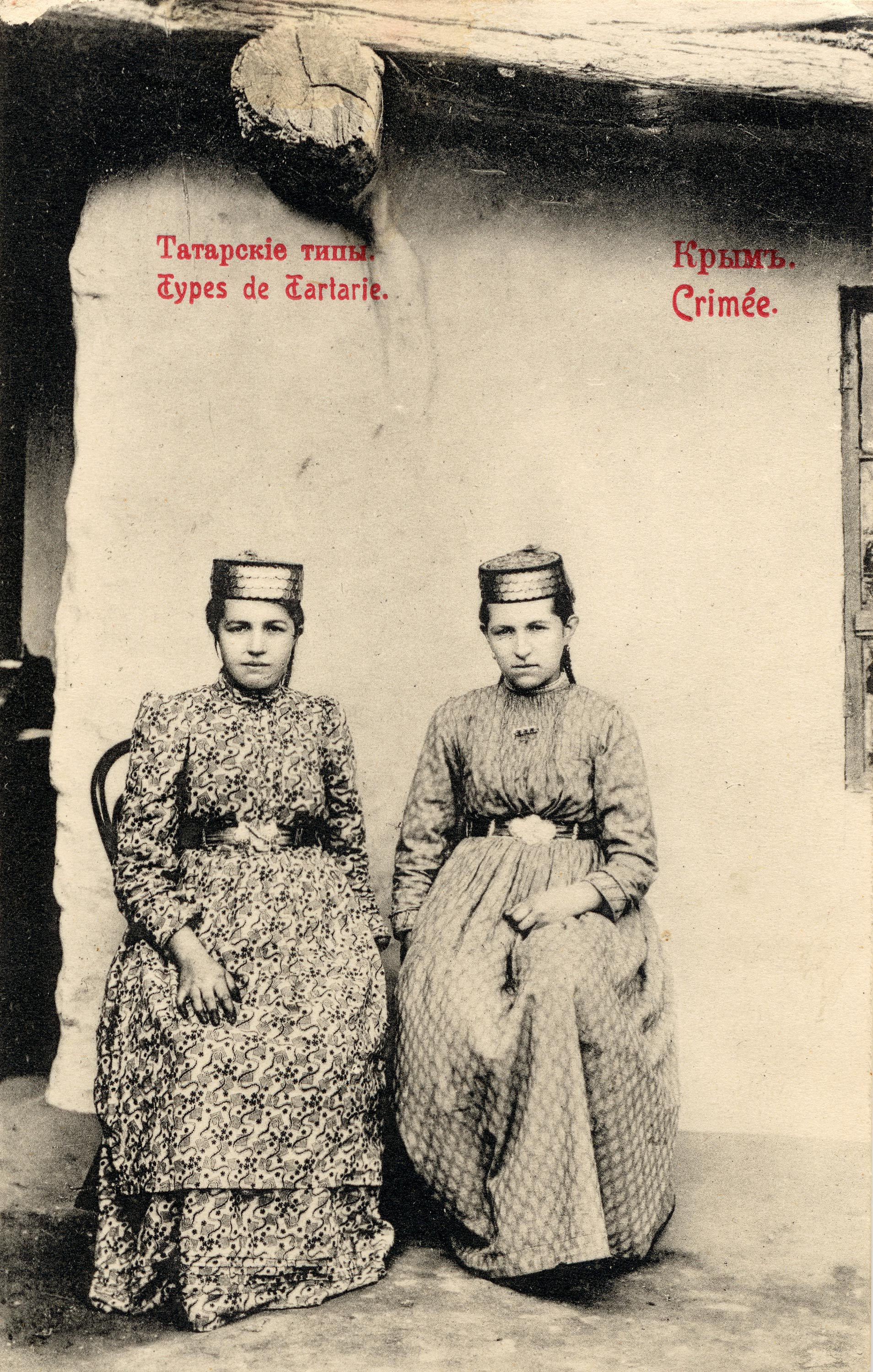
Femmes tatares de Crimée vers 1900.
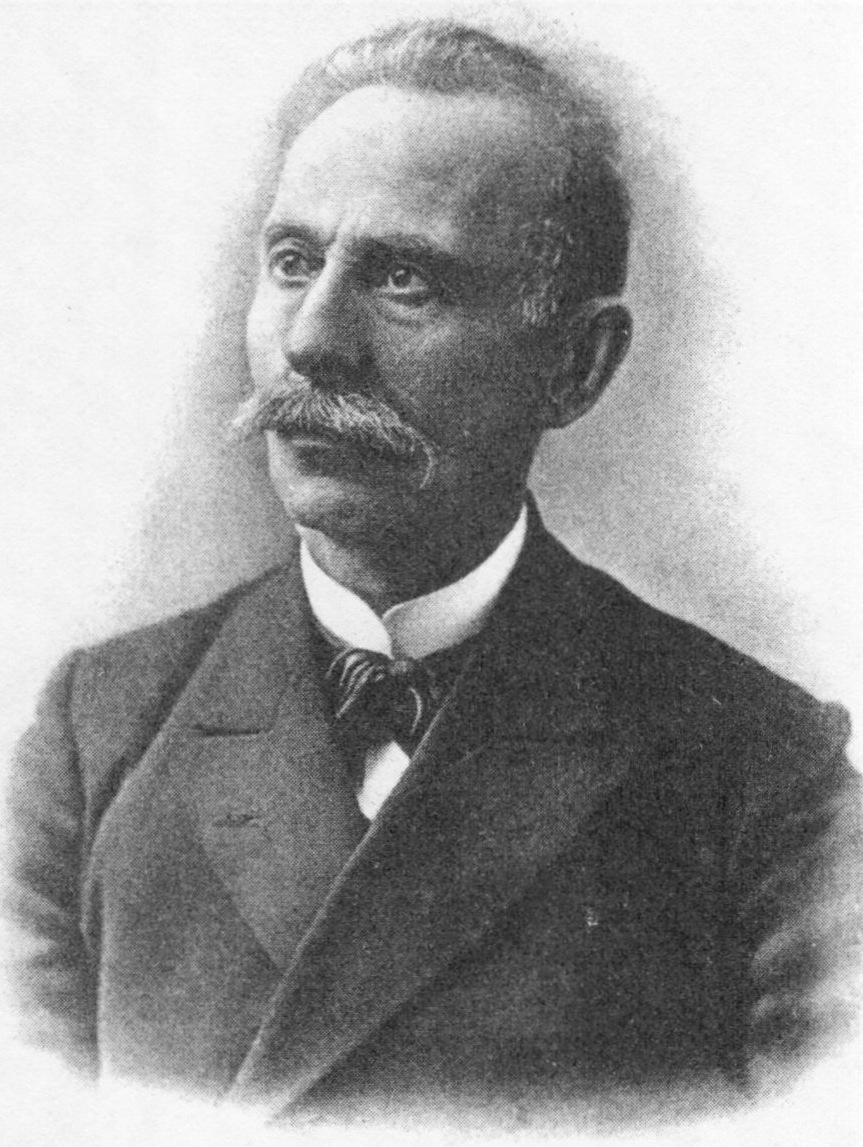
Ismaïl Gasprinsky.
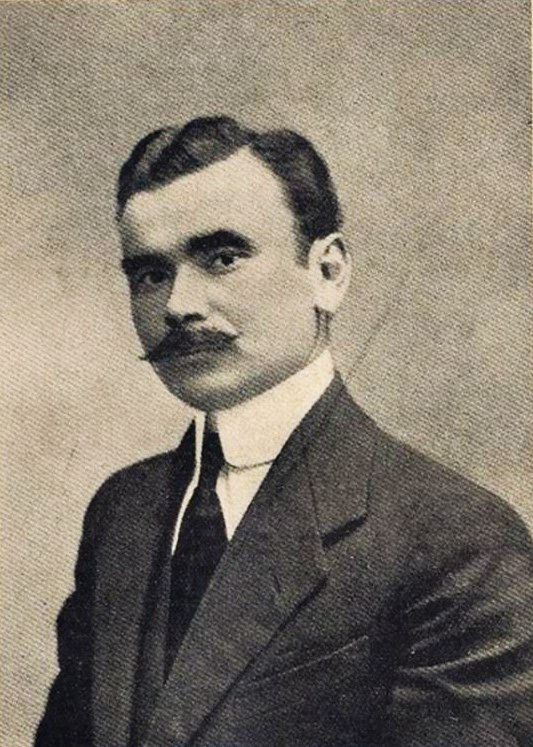
Noman Çelebicihan.
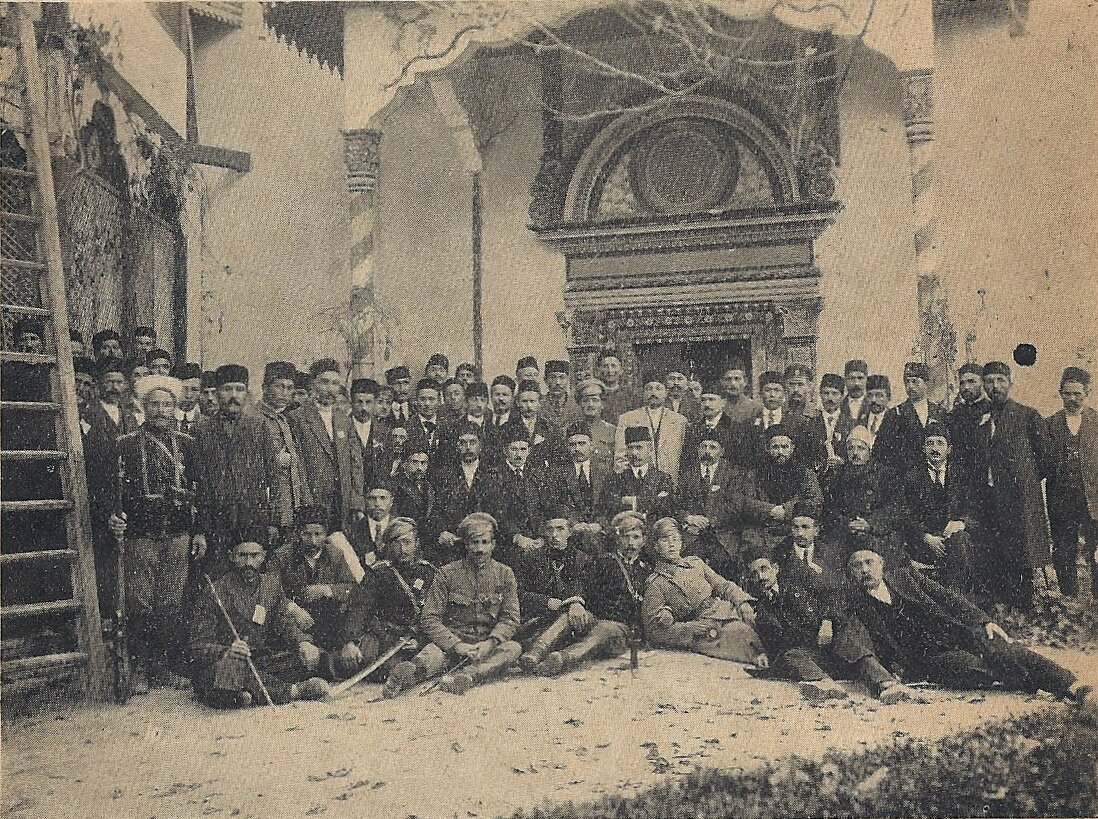
Hansaray, le Congrès national des peuples Tatars de Crimée, 1917 avec Noman Çelebicihan, Asan Sabri Ayvazov, Cafer Seydahmet Kırımer, Osman Aktchokrakli, Chefika Gasprinskyi et Seitcelil Hattat.

### Union soviétique
Le régime communiste provoqua, parmi les Tatars de Crimée, une nouvelle saignée démographique durant la collectivisation et les Grandes Purges des années 1930 : une génération entière d'hommes politiques et d'intellectuels — comme Veli İbraimov (en) et Bekir Çoban-Zade — disparut sous les fausses accusations du NKVD.
Pendant la Seconde Guerre mondiale, les Allemands tentèrent d'embrigader les Tatars, mais bien que seule une minorité eût accepté la collaboration active, toute la population tatare de Crimée fut victime de la répression stalinienne. Ils furent accusés d'être des collaborateurs du Troisième Reich et déportés en masse en Asie centrale (Ouzbékistan) et dans les régions lointaines de l'Union soviétique (Sibérie), le 18 mai 1944. En deux jours, du 18 au 20 mai 1944, environ 180 000 Tatars furent déportés. Cette punition collective fut également appliquée indistinctement, quelques mois plus tard, aux Grecs, aux Allemands et aux Arméniens vivant dans la péninsule. Beaucoup moururent de maladie et de malnutrition. L'année suivante, la république socialiste soviétique autonome de Crimée fondée en 1921 fut supprimée et transformée en un simple oblast de Crimée au sein de la république socialiste fédérative soviétique de Russie (RSFSR). En 1954, cet oblast fut rattaché à la république socialiste soviétique d'Ukraine.
En 1967, un décret annula les accusations du NKVD portées contre les Tatars de Crimée déportés, mais le gouvernement soviétique ne prit aucune mesure concrète pour faciliter leur réinstallation en Crimée, ni pour réparer les pertes humaines et les confiscations. Les retours ne furent qu'individuels.

### Ukraine

Proportion (%) de Tatars de Crimée parmi la population de la Crimée en 2001, selon le gouvernement ukrainien.

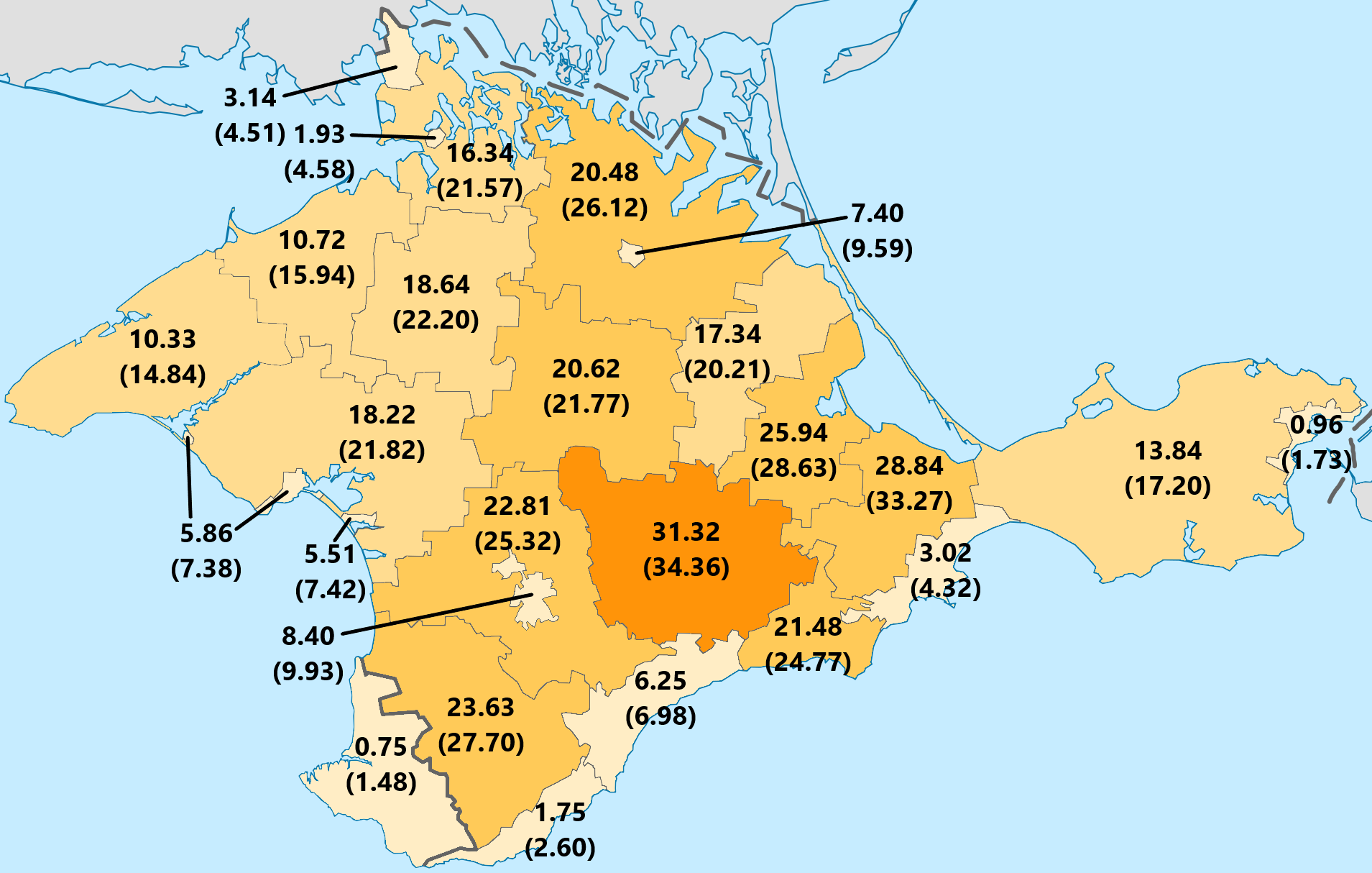
Proportion (%) de Tatars de Crimée parmi la population de la Crimée en 2014.

Le retour collectif a commencé avec la dislocation de l'URSS à partir de 1989. Plus de 250 000 Tatars sont retournés en Crimée, luttant pour rétablir leurs vies et réclamer leur autonomie et leurs droits culturels. Cette communauté, qui représente plus de 12 % de la population (19,4 % en 1939) de la Crimée, est malgré tout confrontée à beaucoup d'obstacles sociaux et économiques, comme la ghettoïsation, car la plupart des rapatriés vivent concentrés dans des immeubles vétustes à la périphérie des villes, ce qui ajoute à leur isolement.
Les problèmes que rencontrent les Tatars sont importants et portent d’abord sur :
- l'emploi (taux de 60 % de chômage), l’instruction, la sécurité sociale, les soins de santé dont le coût est prohibitif ;
- le logement (constitué généralement de logements ne répondant souvent pas aux normes) ;
- la protection culturelle et linguistique, alors que la presque totalité des Tatars de Crimée sont russophones et qu'il faut leur faire découvrir la langue de leurs ancêtres.

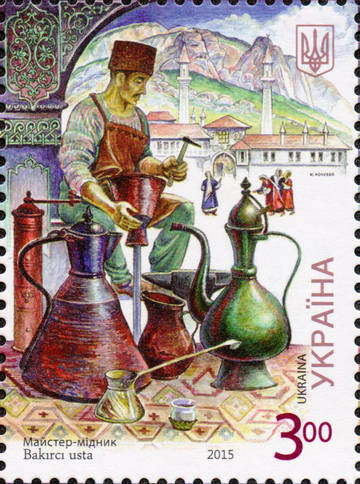
Activités traditionnelles : Chaudronnier tatar (timbre ukrainien, 2015).

Depuis 1991, la défense des intérêts des Tatars est prise en charge par une organisation, le Mejlis (assemblée) des Tatars de Crimée qui, le 30 juin de cette même année, déclara la souveraineté des Tatars de Crimée et adopta un hymne national, ainsi qu'un drapeau, le Qırımtatar bayrağı ou Kök bayraq. Depuis 1998, l'organisation envoie 14 députés au parlement ukrainien (Rada), dont son leader, Mustafa Abdülcemil Qırımoğlu. Elle est soutenue financièrement par la Turquie.
En février et mars 2014 la Russie occupe la péninsule de Crimée et déclare l'annexer à son territoire.
Le Premier ministre de Crimée Sergueï Aksionov signe le 5 mars 2014 un accord de coopération économique avec le président de la république du Tatarstan, Roustam Minnikhanov, dont la priorité est l'aide aux Tatars de Crimée. Cependant, la langue d'origine et l'histoire des Tatars du Tatarstan et des Tatars de Crimée sont différentes. Seuls le sunnisme, l'appartenance aux peuples de l'ex-URSS (avec le russe comme langue véhiculaire) et une très lointaine origine ethnique les rapprochent.
Le 17 avril 2014, l'une des figures politiques des Tatars, Moustafa Djemilev, se voit interdire par Vladimir Poutine d'entrer sur le territoire de la Crimée.
Le président Poutine signe un décret le 21 avril 2014 concernant la réhabilitation des Tatars de Crimée, en tant que peuple réprimé sous Joseph Staline. Ce décret inclut des mesures pour le développement des autonomies culturelles nationales, pour l'accès à l'apprentissage des langues des peuples opprimés, pour le développement de leur artisanat et d'entreprises locales, et pour leur développement socio-économique.
En 2015, la chaîne de télévision ATR des Tatars de Crimée est fermée par le régulateur des médias russe.
Le Congrès mondial des Tatars de Crimée a lieu les 1er et 2 août 2015 à Ankara. Parmi ses organisateurs principaux figurent Moustafa Djemilev et Refat Tchoubarov[réf. souhaitée].
En 2016, l'Assemblée générale des Nations unies condamne les mesures et pratiques de discrimination à l'encontre des Tatars de Crimée ainsi que d'autres groupes ethniques et religieux par la Russie. Elle réclame également que la Russie révoque la décision de considérer le Mejlis comme une organisation extrémiste. La même année, une unité paramilitaire spéciale formée de volontaires Tatars de Crimée est constituée en Ukraine pour combattre les séparatistes prorusses à l'Est du pays.
Le 19 avril 2017, la Cour internationale de justice condamne la Russie pour le traitement infligé à leur égard.

## Culture
La chanteuse d'origine tatare de Crimée, Jamala, remporte l'Eurovision en 2016 et est aujourd'hui fort populaire dans toute l'Ukraine et les pays environnants.